# Karel Dvořáček
Karel Dvořáček (31. října 1911, Ivanovice na Hané – 20. srpna 1945, Brno) byl moravský učitel, etnograf a spisovatel.

## Život
Narodil se v rodině rolníka Josefa Dvořáčka (1883–1920) a Marie roz. Ševčíkové (1882–1932). Měl bratry Josefa (1909–1912) a Stanislava (1913). R. 1942 se oženil s Evženií Krejčovou.
Po maturitě, kterou absolvoval roku 1931 s vyznamenáním na učitelském ústavu v Kroměříži, nastoupil do Karviné do III. české státní školy dne 1. září 1931 na místo pomocného učitele a působil tam až do 30. září 1935. Vojenskou službu nastoupil v říjnu 1935 na důstojnické škole v Olomouci, pak sloužil u 3. pěšího pluku Jana Žižky z Trocnova v Kroměříži a skončil v hodnosti podporučíka. Během své vojenské služby se oženil (7. prosince 1935). V srpnu 1937 se vrátil z vojny a učil na obecné škole v Porubě u Orlové. 
Po roce 1938 se vrátil zpět na Hanou. V Ivanovicích na Hané založil dětský pěvecký sbor a hudební kvarteto. Také působil v ochotnickém spolku, pro který psal i divadelní hry. V letech 1944–1945 byl členem Moravského kola spisovatelů. Byl členem ilegální odbojové organizace Obrana národa. Dvakrát byl zatčen (listopad 1941 a květen 1944), byl vězněn v Kounicových kolejích v Brně a ve Vratislavi (do 24. ledna 1945) a pak do dubna 1945 pobýval v německém vězení ve Zwickau v Sasku.
Po válce se vrátil (18. května 1945) těžce nemocen domů a 20. srpna téhož roku zemřel v nemocnici u sv. Anny v Brně. Je pohřben na Ústředním hřbitově v Brně.
V roce 1946 vydal nakladatel Václav Petr vzpomínkový a literární sborník "Cesta Karla Dvořáčka", uspořádaný Jaroslavem Červinkou a věnovaný životu a dílu Karla Dvořáčka.
Dne 31. října 1992 byla okresní knihovna ve Vyškově přejmenována na Knihovnu Karla Dvořáčka. V Orlové nese spisovatelovo jméno Základní škola Karla Dvořáčka.

## Citát
Stále ho vidím před sebou: vážný, klidný mladý muž, hloubavý, s hlubokým smyslem, porozuměním a láskou k českému člověku a národu vůbec. Muž v duši pevný a statečné mysli, který reálně hleděl a předvídal do budoucnosti, vždy připraven pro pravdu a spravedlnost se bít a třeba-li, i zemřít! 
Ludvík Svoboda

## Dílo
- Olza (1937)[8]
- Jaro u Olzy – rozhlasové pásmo písní a říkanek pro děti (1937) [9]
- František chce být spravedlivý
- Pole kráčí do hor – tento román byl v roce 1942 oceněn Národní cenou za literaturu[10]
- Pohádky z hor
- Stará píseň – lidové pověsti a zkazky
- Boží země – lašské pohádky (1941)
- Cesta k tichému domu (1941)[11]
- Advent Jakuba Kříže (1944)[12]
- Hle, čas příjemný (1944)
- Živ buď, neumírej (1945)
- Mrtvá řeka (1946)[13]
- Otec dobré rady, Černý kocour, Nejlepší povídka – tři divadelní hry (1943)